# Gerrha
Gerrha – starożytne miasto położone według Strabona 2400 stadionów na zachód od Zatoki Perskiej. Nie odkryto dotychczas pozostałości tego miasta. Rozkwit miasta przypadał na lata 325 - 100 p.n.e., kiedy przebiegał tu szlak handlowy łączący Arabię z Babilonem. Głównymi przewożonymi towarami była kawa i wonności.